# Аракава, Сидзука
Сидзу́ка Арака́ва (яп. 荒川 静香; род. 29 декабря 1981 года в Синагаве, Токио) — японская фигуристка-одиночница. Олимпийская чемпионка (2006) и чемпионка мира (2004). Сидзука стала первой японской фигуристкой, выигравшей олимпийские соревнования. Это вторая в истории Олимпийская медаль в фигурном катании для Японии — после «серебра» Мидори Ито в 1992 году. Аракава также стала второй (после конькобежки Тай Сатоя) представительницей Японии, выигравшей «золото» в каком-либо виде спорта на зимних Олимпийских играх. Её медаль была единственной в копилке японской сборной на Олимпиаде-2006.
После победы на Олимпийских играх Сидзука Аракава завершила свою любительскую карьеру. Она выступает в ледовых шоу и показательных представлениях, а также работает спортивным комментатором на японском телевидении.

## Личная жизнь
Сидзука Аракава родилась в Синагаве, районе Токио, а выросла в Сендай, что в префектуре Мияги, — крупнейшем городе региона Тохоку. Она единственный ребёнок в семье Койти и Сати Аракава. Будущую чемпионку назвали в честь Сидзуки Годзэн — известнейшей женщины в японской истории и литературе, жившей в XII веке.
В марте 2000 года Сидзука поступила в Университет Васэда и в 2004 получила степень бакалавра гуманитарных наук, продолжая выступать на соревнованиях. Через несколько дней после выпускных экзаменов в университете она победила на чемпионате мира.
После закрытия катка Konami Sports Ice Rink в Сендае, на котором начиналась её карьера, Сидзука временно живёт в Симсбури (штат Коннектикут) и тренируется в International Skating Center of Connecticut.
Её идолами в фигурном катании являются Кристи Ямагучи и Юка Сато. Сидзука слушает музыку в исполнении Кристины Агилеры, Бейонсе и группы EXILE. Она любит «шоппинг», вождение, плаванье, гольф и водные виды спорта.
В качестве одного из своих хобби Сидзука называет приготовление гурманских блюд. Она собирает игрушечных медвежат (англ. Beanie Baby), имеет ши-тцу Чаро и хомяка Джинтоки. Также у неё есть четыре собаки: Чоко, Тирамису, Арома и Роса.

## Карьера

### Начало карьеры
Когда Сидзуке было 5 лет, она заинтересовалась фигурным катанием и поступила в спортивную школу Chibikko Skate School.
В семь лет она начала брать уроки балета. Тогда же Сидзука начала тренироваться под руководством Хироси Нагакубо, ранее выступавшего в парном катании на зимних Олимпийских играх 1972 года, проходивших в японском городе Саппоро. В восемь лет она успешно исполнила свой первый тройной прыжок — сальхов.
В 1994 году Сидзука начала участвовать в национальных первенствах. С 1994 по 1996 годы её называли «Лучшей юной фигуристкой Японии» (англ. All Japan Junior Figure athlete). Аракава быстро прогрессировала и стала первой японской фигуристкой, завоевавшей три подряд национальных юниорских титула.

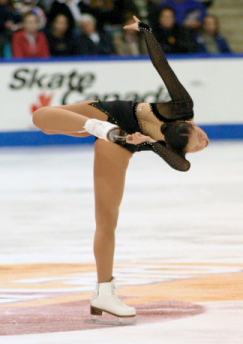
Сидзука Аракава выполняет «колечко» в произвольной программе на турнире «Skate Canada» в 2003 году.

### На взрослом уровне
Сидзука Аракава становилась чемпионкой Японии в 1998 и 1999 годах.
Её Олимпийский дебют состоялся в 16 лет, когда она представляла Японию на зимних Олимпийских играх 1998 года в Нагано. Император и императрица Японии посетили турнир во время произвольной программы у женщин. Тогда Сидзука стала 13-й, являясь вторым номером в сборной своей страны.
В 2002 году Аракава заняла второе место на чемпионате Японии и в результате не попала на Олимпиаду.
В сезоне 2002—2003 Сидзука выиграла зимние Азиатские игры и зимнюю Универсиаду. Она завоевала вторую подряд серебряную медаль на чемпионате четырёх континентов. А также взяла «бронзу» на «NHK Trophy» и стала пятой на «Cup of Russia», пройдя отбор в финал Гран-при, где заняла четвёртое место. Потом она стала третьей на чемпионате Японии, получив пятую медаль, в дополнение к двум золотым и двум серебряным медалям предыдущих сезонов.
В 2004 году Аракава выиграла чемпионат мира, чисто выполнив семь тройных прыжков. Она стала третьей японской чемпионкой мира после Мидори Ито, победившей в 1989 году, и Юки Сато (1994).
Сидзука собиралась завершить любительскую карьеру в 2004-м, но победа на чемпионате мира заставила её изменить планы. Она страдала от травмы стопы, тоски по дому и потери мотивации и начала отставать от более молодых Мики Андо и Мао Асады.
Девятое место на чемпионате мира 2005 года стало поводом для слов Сидзуки, что ей необходимо остаться в спорте и восстановить свою форму. Она считала, что не может уйти из спорта на такой минорной ноте. В ноябре 2005 года она обратилась к Николаю Морозову с просьбой стать её тренером и он согласился, приведя её к победе на Олимпиаде-2006, лишь с пятью тройными прыжками в произвольной программе. 

## Спортивные достижения

### После 2000 года
| Соревнования/Сезоны                  | 2000-2001 | 2001-2002 | 2002-2003 | 2003-2004 | 2004-2005 | 2005-2006 |
| ------------------------------------ | --------- | --------- | --------- | --------- | --------- | --------- |
| Зимние Олимпийские игры              |           |           |           |           |           | 1         |
| Чемпионаты мира                      |           |           | 8         | 1         | 9         |           |
| Чемпионаты четырёх континентов       | 6         | 2         | 2         |           |           |           |
| Чемпионаты Японии                    | 2         | 2         | 3         | 3         | WD        | 3         |
| Зимние Азиатские игры                |           |           | 1         |           |           |           |
| Финалы Гран-при                      |           |           | 4         | 3         | 2         |           |
| Этапы Гран-при: Cup of China         |           |           |           |           |           | 3         |
| Этапы Гран-при: Trophée Eric Bompard | 9         | 6         |           | 2         |           | 3         |
| Этапы Гран-при: Cup of Russia        | 7         |           | 5         |           | 2         |           |
| Этапы Гран-при: NHK Trophy           |           |           | 3         |           | 1         |           |
| Этапы Гран-при: Skate America        |           | 4         |           | 3         |           |           |
| Этапы Гран-при: Skate Canada         |           |           |           | 2         |           |           |
| Зимние Универсиады                   |           |           | 1         |           |           |           |

### До 2000 года
| Соревнования/Сезонs             | 1993-1994 | 1994-1995 | 1995-1996 | 1996-1997 | 1997-1998 | 1998-1999 | 1999-2000 |
| ------------------------------- | --------- | --------- | --------- | --------- | --------- | --------- | --------- |
| Зимние Олимпийские игры         |           |           |           |           | 13        |           |           |
| Чемпионаты мира                 |           |           |           |           | 22        |           |           |
| Чемпионаты четырёх континентов  |           |           |           |           |           | 6         |           |
| Чемпионаты мира среди юниоров   |           | 8         | 7         | 8         |           |           |           |
| Чемпионаты Японии               |           |           |           | 2         | 1         | 1         | 5         |
| Чемпионаты Японии среди юниоров |           | 1         | 1         | 1         |           |           |           |
| Зимние Азиатские игры           |           |           |           |           |           | 2         |           |
| Этапы Гран-при: Skate America   |           |           |           |           |           | 9         |           |
| Этапы Гран-при: NHK Trophy      |           |           |           | 7         | 6         | 8         | 5         |
| Этапы Гран-при: Sparkassen Cup  |           |           |           |           | 7         |           | 5         |
| Nebelhorn Trophy                |           | 2         | 1         |           |           |           |           |